# چارلی بیشاپ (بازیکن فوتبال)
چارلی بیشاپ (انگلیسی: Charlie Bishop؛ زادهٔ ۱۶ فوریهٔ ۱۹۶۸) بازیکن فوتبال اهل بریتانیا است.
از باشگاه‌هایی که در آن بازی کرده‌است می‌توان به باشگاه فوتبال استوک سیتی، باشگاه فوتبال پرستون نورث اند، باشگاه فوتبال بارنزلی، باشگاه فوتبال بری، باشگاه فوتبال ویگان اتلتیک، باشگاه فوتبال واتفورد، باشگاه فوتبال نورث‌همپتون تاون، و باشگاه فوتبال برنلی اشاره کرد.